# Przejście graniczne Węgliniec-Horka
Przejście graniczne Węgliniec-Horka – istniejące do 2007 polsko-niemieckie kolejowe przejście graniczne położone w, województwie dolnośląskim, w powiecie zgorzeleckim, w gminie Węgliniec, w miejscowości Węgliniec.

## Opis
Przejście graniczne Węgliniec-Horka z miejscem odprawy granicznej po stronie polskiej w miejscowości Węgliniec i po stronie niemieckiej w miejscowości Horka (stacja kolejowa), czynne było całą dobę. Dopuszczone było przekraczanie granicy dla ruchu towarowego. Kontrolę graniczną osób, towarów i środków transportu wykonywała kolejno: Graniczna Placówka Kontrolna Straży Granicznej w Zgorzelcu, Placówka Straży Granicznej w Zgorzelcu. Obie miejscowości łączył most kolejowy w Bielawie Dolnej na Nysie Łużyckiej.
21 grudnia 2007 na mocy układu z Schengen przejście graniczne zostało zlikwidowane.

### Przejście graniczne z NRD
W okresie istnienia Niemieckiej Republiki Demokratycznej funkcjonowało w tym miejscu polsko-niemieckie kolejowe przejście graniczne Bielawa Dolna. Czynne codziennie przez całą dobę. Dopuszczone było przekraczanie granicy dla ruchu towarowego.  Kontrolę graniczną osób, towarów i środków transportu wykonywała kolejno: Graniczna Placówka Kontrolna Zgorzelec.

## Galeria

Przejście graniczne Węgliniec-Horka
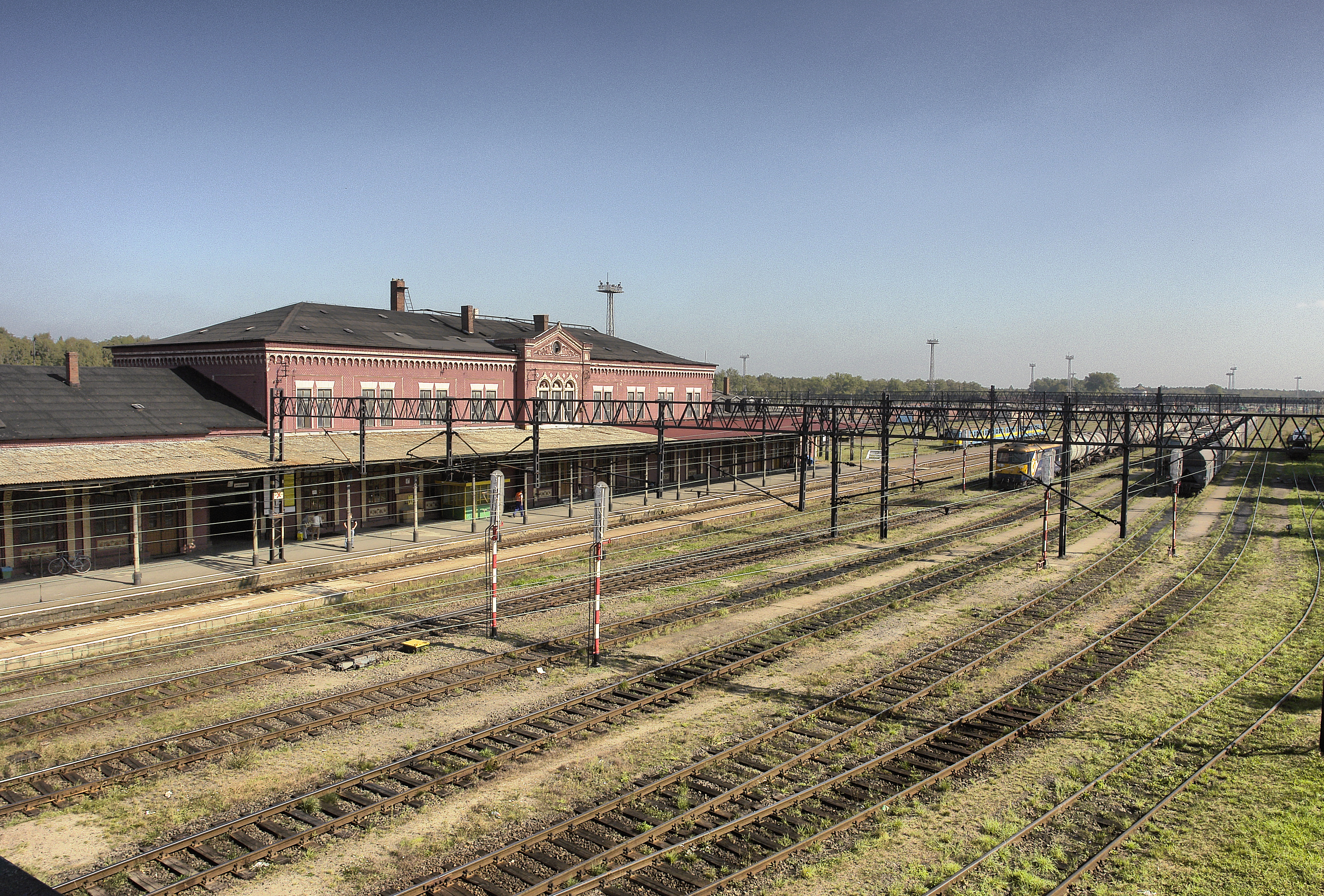
Stacja kolejowa Wegliniec, miejsce odprawy granicznej (wrzesień 2009)
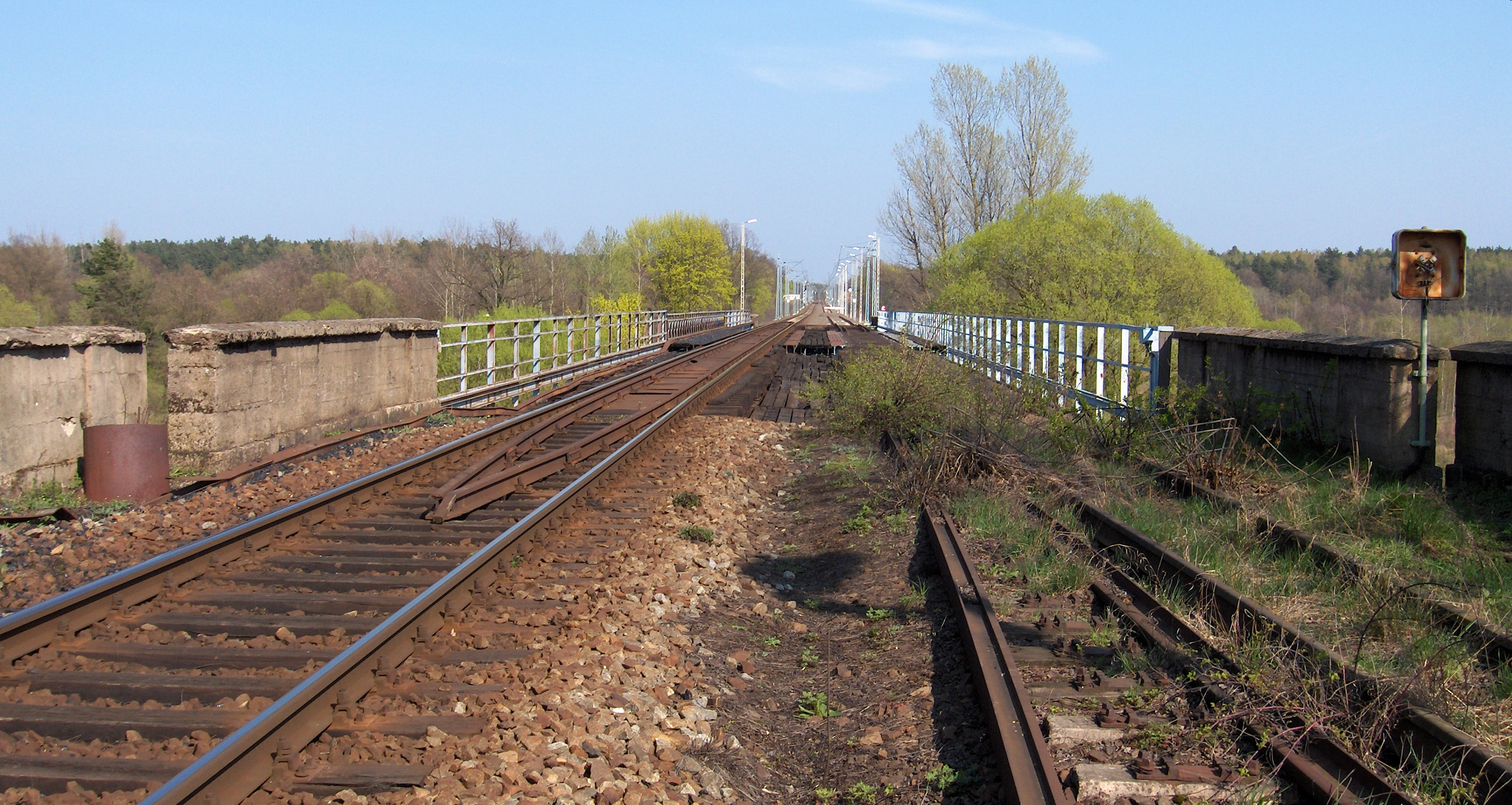
Toy kolejowe na moście granicznym w Bielawie Dolnej (kwiecień 2009)
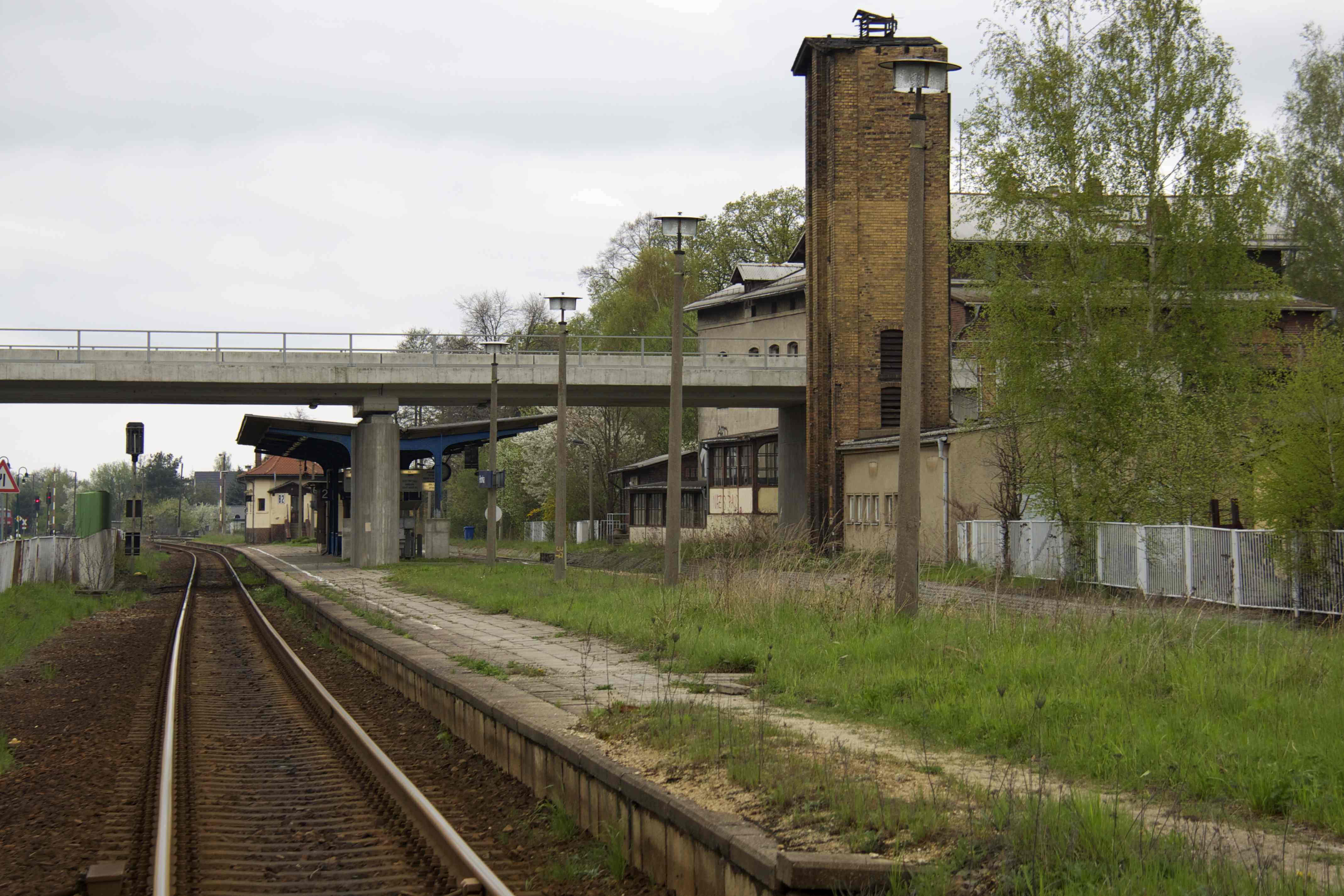
Stacja kolejowa Horka, miejsce odprawy granicznej (maj 2013)